# Gazavão I Camsaracano
Gazavão I Camsaracano (em armênio: Գազավոն Կամսարացան; romaniz.: Gazavon Kamsarakan; em latim: Gazavone Camsaracanus) foi um nobre armênio do final do século IV e começo do V.

## Vida

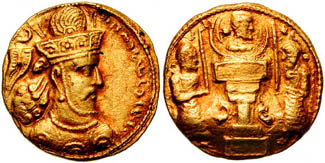
Dinar de ouro de r.

Gazavão era filho de Esfendadates I. No tempo de Ársaces II (r. 350–368), acompanhou seu pai ao Império Romano após sua família ser expurgada sob ordem real. Em 387, no rescaldo da Paz de Acilisena que divide a Armênia entre romanos e persas, estava com os nobres que ficaram junto de Ársaces III no lado romano. Em resposta, o xá Sapor III (r. 383–388) ordenou que suas posses fossem confiscadas. Depois, luta por Ársaces contra o pró-persa Cosroes IV (r. 387–392). Moisés de Corene diz que seus atos de heroísmo e a dispersão do inimigo permitiram Ársaces fugir. Quando o rei morre, Gazavão era príncipe dos territórios do falecido.
Com a morte de Ársaces, Gazavão enviou carta a Cosroes em nome de todos os nobres armênio da porção romana:
| “ | General Gazavão e todos os príncipes armênios do setor grego, ao nosso senhor Cosroes, rei da região de Airarate, cumprimentos. Sabe de nossa lealdade a nosso último rei Ársaces, que retivemos inviolada até o dia de sua morte. E agora decidimos servi-lo com similar fidelidade se confirmar três cláusulas com pacto. Primeiro, não lembrar nossas transgressões quando conduzimos guerra contra você por restrição e vontade. Segundo, você nos retorna todas as nossas terras hereditárias no setor persa que confiscou à corte. Terceiro, encontre modo de nos separar do imperador sem eles [os gregos] molestarem as posses que possuímos nesse setor. Coloque esse contrato por escrito e confirme-o com o selo da cruz; quando vermos-o, aceleraremos ao seu serviço. Esteja bem, nosso senhor. | ” |

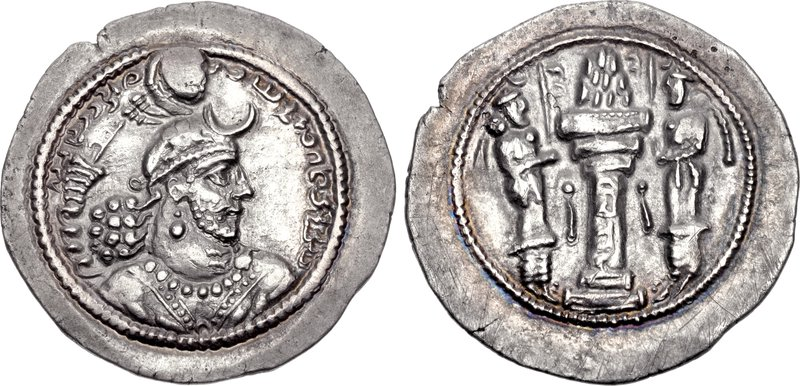
Dracma de r.

Cosroes respondeu-o aceitando os pedidos. Ao receber a resposta, rapidamente levou os príncipes a Cosroes e foi favorecido com grande fortuna e glória. Em 392, quando Artaxes, filho do xá Isdigerdes I (r. 399–420), aprisiona Cosroes e nomeia Vararanes Sapor (r. 392–414) como seu sucessor, a propriedade de Gazavão foi confiscava pela corte e ele foi levado em correntes junto do rei para Ctesifonte. Ele morreu em exílio. Teve um filho chamado Afraates I, também enviado ao exílio.